# 同化作用

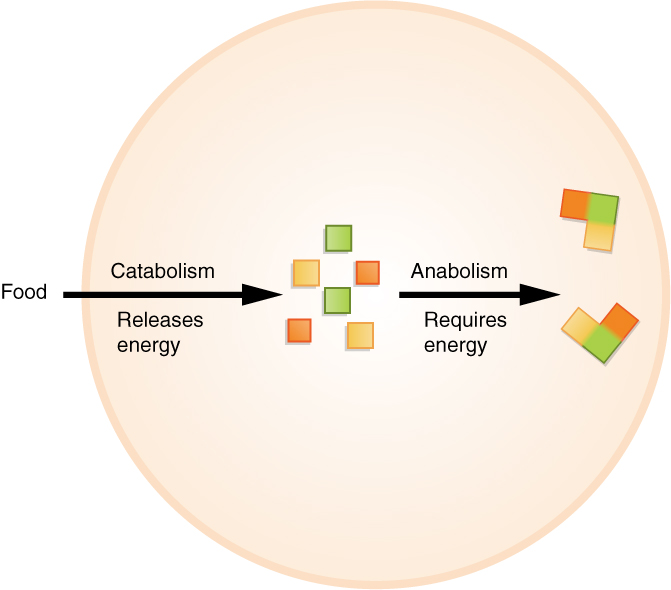
合成代谢（Anabolism）与分解代谢（Catabolism）相对，是指消耗能量将小分子合称为生物大分子的过程。

同化作用，又称为合成代谢，是指生物体利用能量将小分子合成为诸如DNA、RNA，以及脂质等大分子的一系列代謝途徑。合成大分子是熵减的过程，因此合成代谢属吸能反应，需要提供额外的能量。细胞一般借助三磷酸腺苷（ATP）的水解为合成代谢提供能量。与合成代谢相对的概念是将大分子分解为一系列小分子的分解代谢（又名异化作用）过程。
合成代谢的英文词“anabolism”本是一个近现代新创的拉丁语词，由源自希腊语[ἁνά] 错误：{{Lang}}：语言标签：grc-gre 无法识别（帮助）的词根ana-（意为“向上”）以及源自希腊语的词根-bolism（意为投、掷）组成。

## 通路

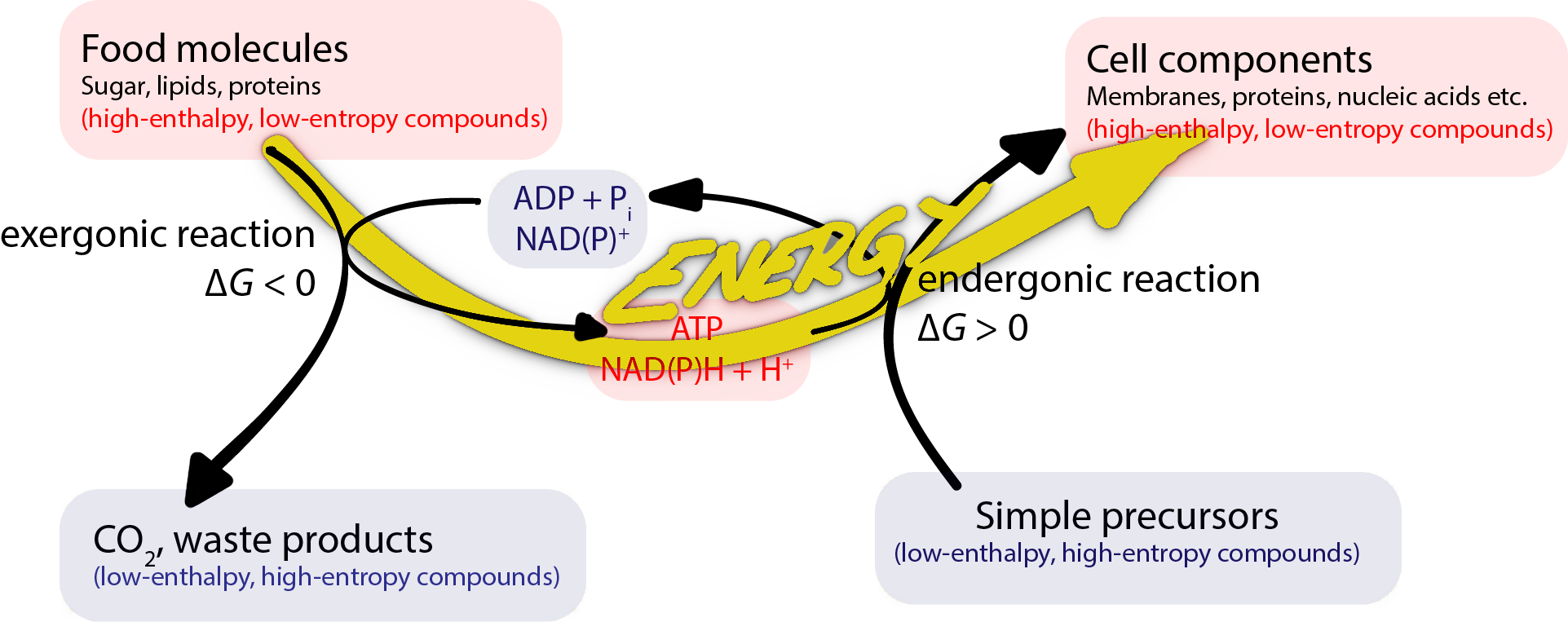
合成代谢原理图

合成代谢一般是在酶的催化下，由小分子聚合为生物大分子的反应。这种反应是吸能反应，因此需要能量的输入。所需的能量一般是由细胞内三磷酸腺苷（ATP）水解释放的能量供应的。此外，合成代谢中还可能发生还原反应，因此一些合成代谢反应也会牵涉到细胞内的还原性物质如NAD+、NADP+，以及FAD等。不过也有一些合成代谢是熵增反应，如细胞合成磷脂双分子层的过程。

## 调节
为了满足细胞生长的需求，细胞常常需要根据所处环境的不同，调节分解代谢和合成代谢之间的平衡，以满足自身所需。因为细胞往往具有两套独立调节、代谢上互为可逆的合成代谢、分解代谢通路，所以细胞往往需要避免“无效循环”的出现。无效循环指一对反应发生后，空耗能量，但底物却未发生变化的现象。以下就是一对无效循环的例子：
ATP、ADP的浓度变化可令细胞调节合成代谢和分解代谢的速率。也存在基因表达调节机制来调整细胞合成代谢、分解代谢的平衡。此外，诸如心率等生理学指标也可令高等生物的细胞调节合成代谢和分解代谢的速率。